# Jordbävningen i Neftegorsk 1995
Jordbävningen i Neftegorsk 1995 var en jordbävning uppmätt till 7,1 på Mw (7.6 MS) som skakade staden Neftegorsk på de norra delarna av ön Sachalin, Ryssland den 27 maj 1995 klockan 23:03 lokal tid (13:03 UTC).
Neftegorsk förstördes nästan helt av jordbävningen, och uppskattningsvis 2 000 av de 3 176 invånarna i staden dödades. . Jordbävningen omfattade en förkastning som brast från syd till nord inom 40 kilometer, och bristningen inträffade rakt under Neftegorsk. 

### Fotnoter
1. ↑  Significant Earthquakes of the World 1995 Arkiverad 1 juni 2008 hämtat från the Wayback Machine. USGS
2. ↑  The 27 May 1995 Ms 7.6 Northern Sakhalin Earthquake: An Earthquake on an Uncertain Plate Boundary
3. ↑  The Tale of the Tragedy of Neftegorsk
4. ↑  The 1995 Neftegorsk Earthquake: Tomography of the Source Zone Arkiverad 22 juli 2011 hämtat från the Wayback Machine.